# Trzciel (gmina)
Trzciel – gmina miejsko-wiejska w województwie lubuskim, w powiecie międzyrzeckim. W latach 1975–1998 gmina położona była w województwie gorzowskim.
Siedziba gminy to Trzciel.
Według danych z 30 czerwca 2004 gminę zamieszkiwało 6348 osób. Natomiast według danych z 31 grudnia 2017 roku gminę zamieszkiwało 6516 osób.

## Ochrona przyrody
Na obszarze gminy znajdują się następujące rezerwaty przyrody:
- rezerwat przyrody Czarna Droga – chroni fragment lasu mieszanego, z charakterystycznym wielogatunkowym runem;
- rezerwat przyrody Jezioro Wielkie – chroni biotopy lęgowe oraz miejsca żerowania i odpoczynku ptaków wodnych;
- rezerwat przyrody Rybojady – chroni torfowisko przejściowe, wraz z występującą na nim fauną i florą.

## Struktura powierzchni
Według danych z roku 2002 gmina Trzciel ma obszar 177,35 km², w tym:
- użytki rolne: 44%
- użytki leśne: 45%

Gmina stanowi 12,78% powierzchni powiatu.

## Demografia

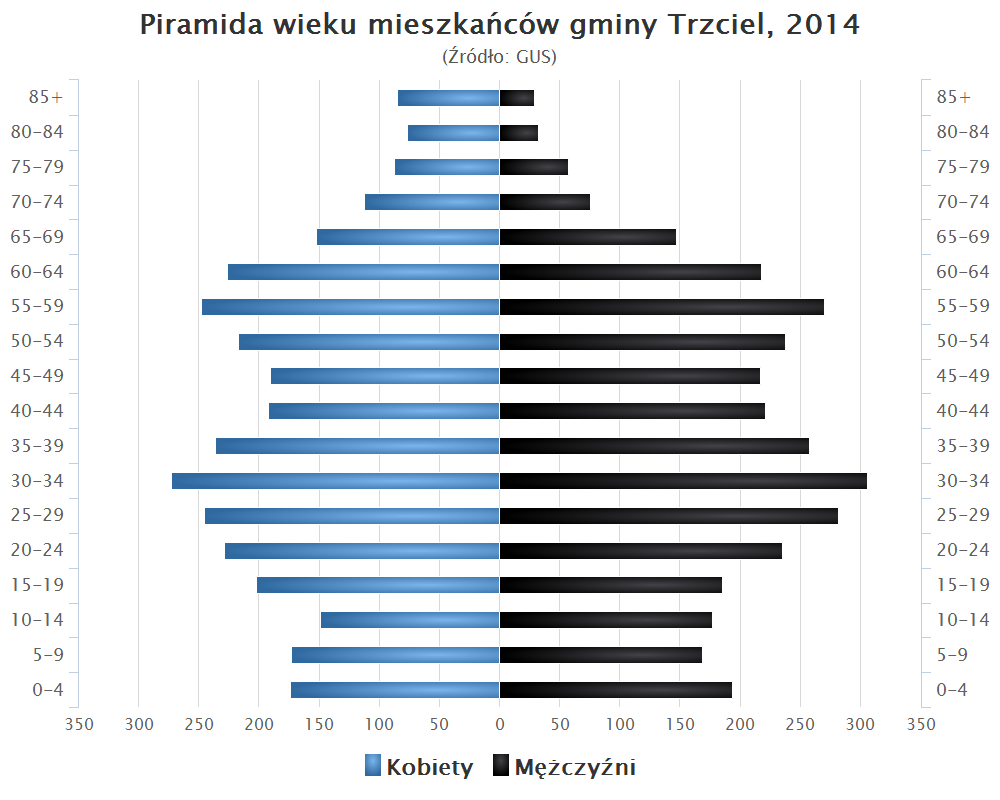
Piramida wieku mieszkańców gminy Trzciel w 2014 roku

Dane z 30 czerwca 2004:
| Opis                              | Ogółem | Ogółem | Kobiety | Kobiety | Mężczyźni | Mężczyźni |
| --------------------------------- | ------ | ------ | ------- | ------- | --------- | --------- |
| jednostka                         | osób   | %      | osób    | %       | osób      | %         |
| populacja                         | 6348   | 100    | 3201    | 50,4    | 3147      | 49,6      |
| gęstość zaludnienia (mieszk./km²) | 35,8   | 35,8   | 18      | 18      | 17,7      | 17,7      |

## Sołectwa
Brójce, Chociszewo, Jasieniec, Lutol Mokry, Lutol Suchy, Łagowiec, Panowice, Rybojady, Siercz, Sierczynek, Stary Dwór, Świdwowiec.

## Pozostałe miejscowości
Bieleń, Jabłonka, Nowy Świat, Smolniki, Trzciel (osada), Żydowo

## Sąsiednie gminy
Miedzichowo, Międzyrzecz, Pszczew, Szczaniec, Świebodzin, Zbąszynek, Zbąszyń